# تپه گوره قلای شوی
تپه گوره قلای شوی در شهرستان بانه، بخش مرکزی، روستای شوی واقع شده و این اثر در تاریخ ۲۷ مرداد ۱۳۸۲ با شمارهٔ ثبت ۹۶۵۵ به‌عنوان یکی از آثار ملی ایران به ثبت رسیده است.